# Список форм лікарських засобів
|  | Службовий список статей, створений для координації робіт з розвитку теми. Це попередження не встановлюється на інформаційні списки і глосарії. |

- Тверді лікарські форми
- Мягкі лікарські форми
- Рідкі лікарські форми

- Аерозоль (лікарська форма)
  - Аерозоль для інгаляцій
  - Аерозоль для місцевого застосування
  - Аерозоль дозований
  - Аерозоль дозований для інгаляцій

- Бальзам
  - Бальзам для внутрішнього вживання
  - Бальзам для зовнішнього застосування
- Брикети
- Бруньки

- Газ
- Гель
  - Гель дермальний
  - Гель вагінальний
  - Гель оральний для анестезії
- Гірчичники
- Гранули
- Губка
  - антисептична
  - гемостатична
  - ректальна
  - вагінальна
- Гумка жувальна
- Гумка для жування (жувальна)

- Драже

- Екстракт:
  - Екстакт густий
  - Екстракт рідкий
- Еліксир
- Емульсія

- Желе

- Збір (інколи Збори)

- Каплети
- Капсули
  - Капсули м'які
  - Капсули піхвові
  - Капсули пролонгованої дії
  - Капсули ректальні
- Карамель:
  - Карамель (для перорального застосування)
  - Карамель для смоктання
- Квітки (інколи Квіти)
- Клей
- Концентрат
- Кора
- Кореневища
  - Кореневища з коренями
- Корені
- Краплі
  - Краплі в ніс
  - Краплі вушні
  - Краплі для внутрішнього застосування
  - Краплі зубні
  - Краплі очні
- Крем

- Листя
- Лінімент (для зовнішнього застосування)
- Лосьйон (для зовнішнього застосування)
- Льодяники

- Мазь
  - Мазь очна
- Марля
- Мед
- Мило
- Мікстура

- Набір реактивів
- Насіння
- Настоянка
- Нерозфасована продукція (In bulk)

- Облатки
- Олівець
- Олія

- Парафінові блоки
- Пагони
- Паста
- Пастилки
- Пастилки для смоктання
- Пігулка
- Пілюля
- Піни
- Пластир
- Пластир (трансдермальна терапевтична система)
- Плитки
- Плівка
- Плоди
- Порошок
  - Порошок для вдування в ніс
  - Порошок для ін'єкцій
  - Порошок для інфузій
  - Порошок для приготування суспензії
  - Порошок ліофілізований для ін'єкцій
  - Порошок ліофілізований для інфузій
- Порошок дозований
- Пудра

- Рідина
  - Рідина для зовнішнього застосування
- Рідкий концентрат для лікарських ванн
- Рідкі лікарські форми
- Розчин
  - Розчин для зовнішнього застосування
  - Розчин для ін'єкцій
  - Розчин для інгаляцій
  - Розчин для інфузій
  - Розчин масляний для ін'єкцій

- Серветки
- Сироп
- Сік
- Сіль
- Слані
- Слиз
- Спансули
- Спрей
  - Спрей дозований
  - Спрей назальний
- Стовпчики
  - Стовпчики з приймочками
  - Стовпчики з рильцями
- Стебла
- Супліддя
- Супозиторії
  - Супозиторії піхвові
  - Супозиторії ректальні
- Суспензія
  - Суспензія для внутрішнього застосування
  - Суспензія для дітей
  - Суспензія для ін'єкцій
- Суцвіття

- Таблетки
  - Таблетки буферні
  - Таблетки жувальні
  - Таблетки з контрольованим вивільненням діючої речовини
  - Таблетки з цукровим покриттям
  - Таблетки ретард
  - Таблетки сублінгвальні
  - Таблетки шипучі
- Таблетки, вкриті оболонкою
- Тампони
- Тест-система
- Трава

- Чай лікарський

- Шампунь